# جائزة المجر الكبرى 2007
جائزة المجر الكبرى 2007 (بالإنجليزية: 2007 Hungarian Grand Prix)‏ هو سباق فورمولا 1 أقيم بتاريخ 5 أغسطس 2007 في حلبة المجر، بودابست. كان الحادي عشر من أصل 17 في بطولة العالم لسباقات الفورمولا واحد موسم 2007. حلّ البريطاني لويس هاملتون أولا بينما جاء الفنلندي كيمي رايكونن في المركز الثاني وحصل على المركز الثالث الألماني نيك هيدفيلد.